# Транспорт Вінниці

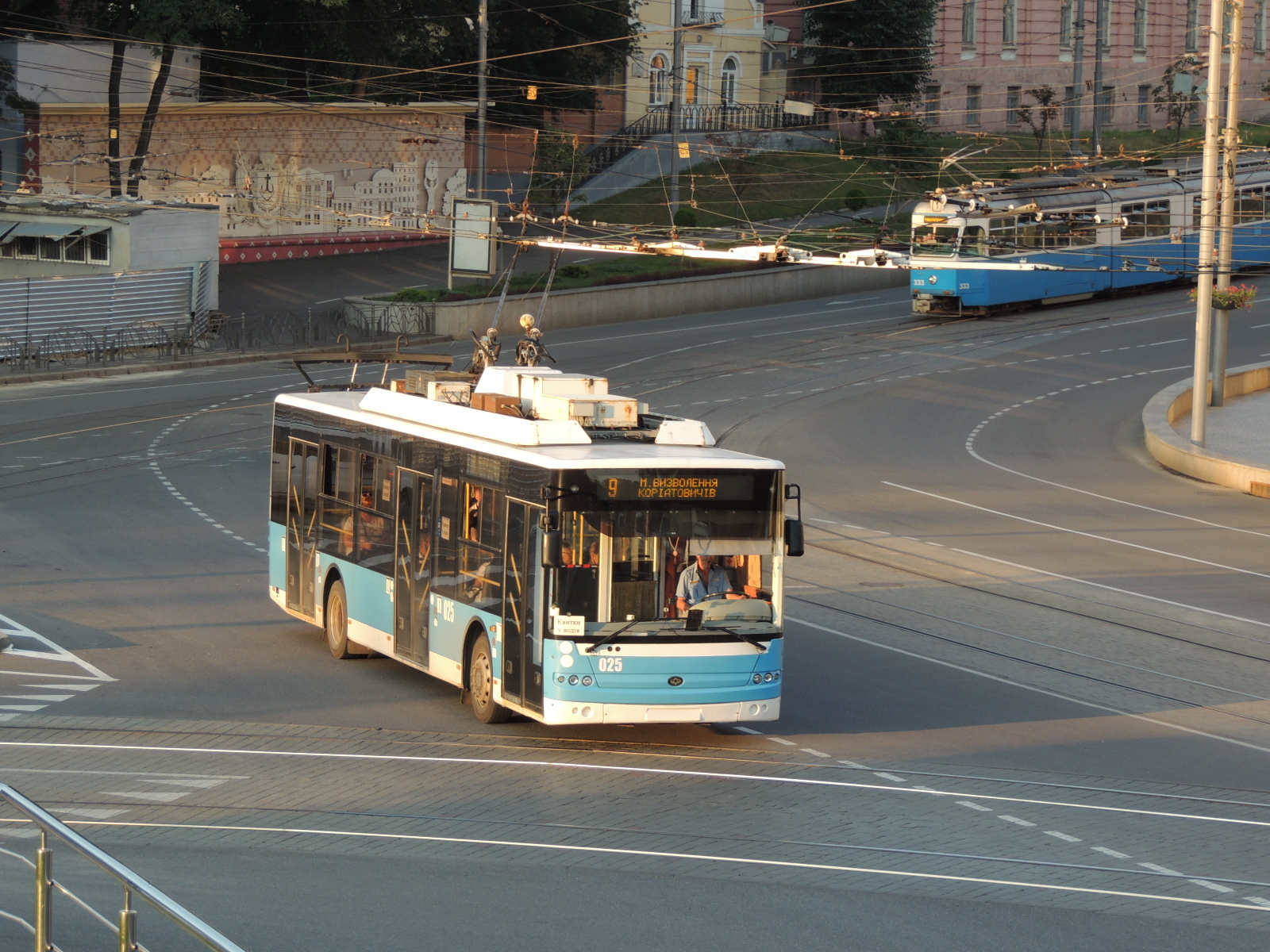
Електротранспорт Вінниці

Транспорт Вінниці — це система транспортного обслуговування у м. Вінниця, яка включає міський тролейбус, трамвай, автобус, маршрутне таксі, приміські і міжміські автобуси, приміський та міжміський залізничний, річковий та повітряний транспорт.

## Автомобільний транспорт

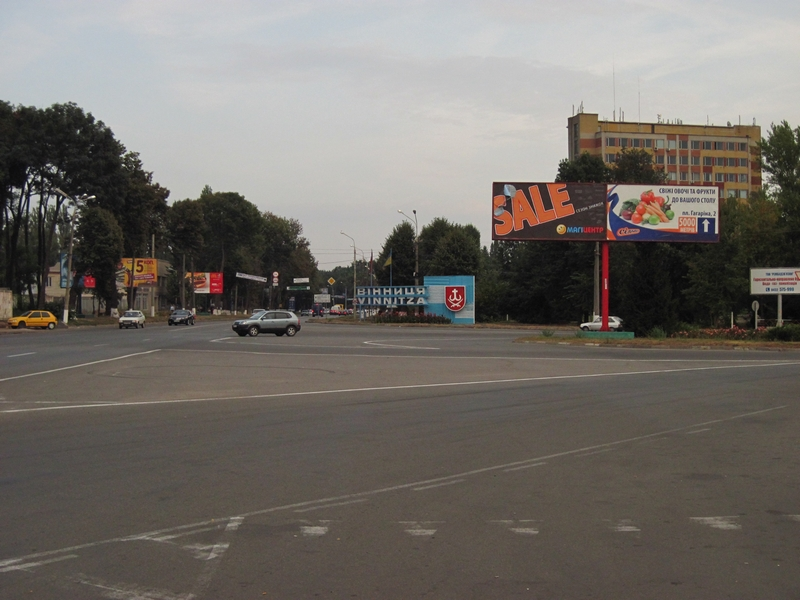
Хмельницьке шосе, в'їзд у місто. Старий вигляд, 2011 рік

Для Вінниці характерна компактність, вузькість доріг, а також відсутність «квадратурної» структури мікрорайонів, кварталів в силу складного рельєфу, історичних обставин, а також того, що місто було глибокою провінцією. На околицях-новобудовах проблема стоїть не так гостро. Місто справді страждає нестачею паркувальних майданчиків, яка вирішується дуже повільно. Саме тому у місті започатковано розвиток системи велодоріжок і трамвайної мережі в комплексі з реформою маршрутного транспорту 23.02.12 р.
Тим не менше, традиційно значна частка населення міста все одно обирає автомобільний транспорт, особливо в районах приватної забудови, куди електротранспорт і велодоріжки ще не дійшли, а користуючись громадським транспортом, доводиться автобусом їхати до електротранспорту, де здійснювати пересадку.
Вінницькі автомобілісти в цілому задоволені станом доріг, адже завдяки міськраді під керівництвом Володимира Гройсмана щороку проводиться капремонт все нових і нових доріг, а також асфальтування доріг приватного сектора на умовах співфінансування з мешканцями.

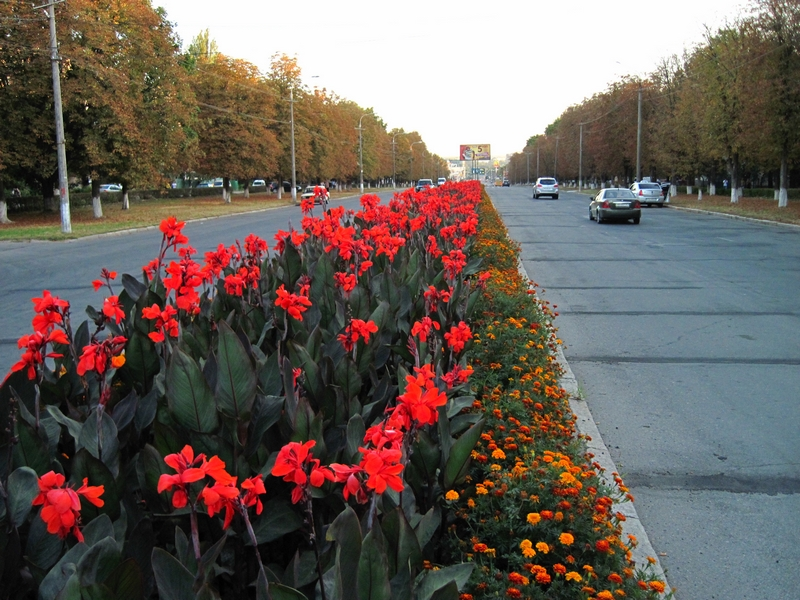
Проспект Юності

Основними радіальними магістралями, які сполучають мешканців віддалених мікрорайонів і передмість з центром, є такі транспортні артерії:
- Вулиця Київська з виїздом на Калинівку, Житомир, Мінськ, Київ
- Гніванське шосе з виїздом на Гнівань, Сутиски, а також тубдиспансер
- Вулиця Пирогова — обслуговує жителів мікрорайонів Сабарова, Пирогово, є основним виїздом на Гніванське шосе
- Вулиця Данила Нечая з виїздом на Тиврів, Ямпіль (далі — на Молдову), Тульчин
- Вулиця Бучми з виїздом на приміські села Вінницькі Хутори, Щітки та інші
- Немирівське шосе — вулиця Лебединського — вулиця Брацлавська з виїздом на Немирів, Умань, Кропивницький, Черкаси, Одесу, Харків, а також аеропорт «Гавришівка», яким користуються вінничани
- Вулиця Левка Лук'яненка — вулиця Гетьмана Мазепи з виїздом на Турбів, Погребище, Київ через Білу Церкву
- Хмельницьке шосе з виїздом на Літин, Летичів, Хмельницький, Львів, Краків
- Вулиця Сергія Зулінського з виїздом на с. Десну

Вулиця Брацлавська — одна з головних транспортних артерій міста

- Барське шосе з виїздом на Бар, Муровані Курилівці, Кам'янець-Подільський, Могилів-Подільський (далі — на Молдову)
- Вулиця Івана Богуна (сполучає з П'ятничанами)
- Лесі Українки, Михайла Драгоманова (з Кореєю)
- Келецька (з Вишенькою, Слов'янкою і т. зв. «Чорнобилем»)
- Юності (з Пирогово)
- Батозька — Липовецька (з ДПЗ, 2-ю фабрикою Рошен, Хутором Шевченка)
- Черняхівського (з Сабаровим)
- Скалецького (зі Свердловським масивом, Поділлям)
- Зодчих (з Поділлям)
- Андрія Первозванного (з Вишенькою, Слов'янкою)
- Коцюбинського (з залізничним вокзалом, Замостям)
- Маріупольська, Славетна (зі Старим містом)
- Привокзальна (зі Старим містом, Малими Хуторами) тощо.

Центральними вулицями можна вважати Князів Коріатовичів, Соборну, Чорновола, Пирогова, Магістратську, Миколи Оводова, Грушевського.

## Залізниця

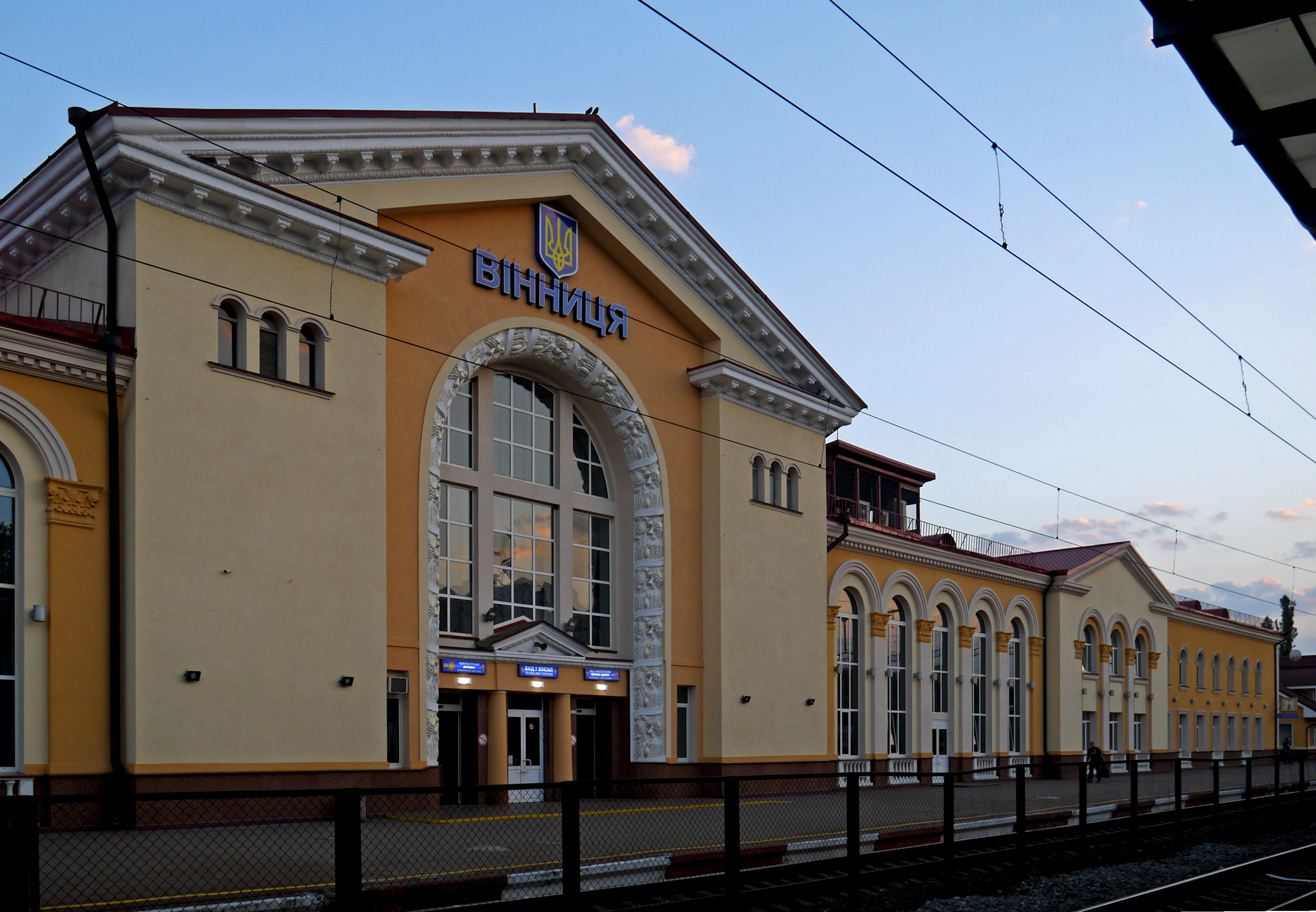
Залізничний вокзал станції Вінниця

Через Вінницю проходить одна з електрифікованих магістральних колій Жмеринської дирекції Південно-Західної залізниці в напрямку з Жмеринки на Козятин.
Від станції Вінниця відгалужується одноколійна ділянка — колишня вузькоколійка, що сполучає місто з Вороновицею, Немировом, Ситківцями, Гайсином, Зятківцями, Гайвороном. Тут курсує приміський поїзд «Вінниця — Гайворон».

### Сусідні станції
- Вінниця-Вантажна (в бік Козятина);
- Тюшки (в бік Жмеринки);
- Гуменне (в бік Зятківців).

### Сусідні вузлові станції
- Калинівка I (в бік Києва, Ковеля)
- Козятин I (в бік Києва, Ковеля)
- Бердичів (в бік Житомира, Ковеля)
- Жмеринка (в бік Львова, Одеси)
- Вапнярка (в бік Одеси)
- Рудниця (в бік Одеси)
- Хмельницький, Гречани (в бік Львова)
- Зятківці (в бік Гайворона, Христинівки)

Значна частина пасажирів користується цими станціями для посадки на зручні поїзди, які не йдуть безпосередньо через Вінницю.

### Приміське та місцеве сполучення

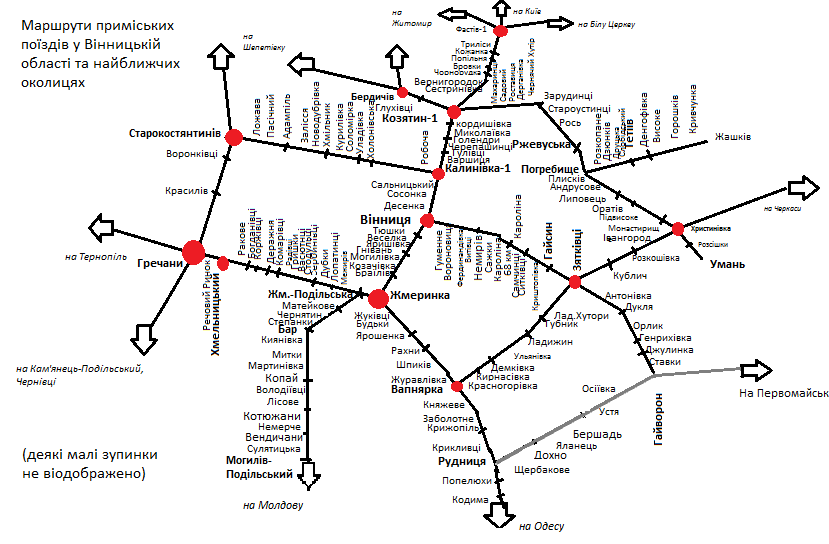
Маршрути приміських поїздів у Вінницькій області

Станція приймає поїзди приміського сполучення (Жмеринка, Козятин, а також поїзди підвищеної комфортності по напрямках Хмельницького (через Жмеринку і через Старокостянтинів, Хмільник), Коростеня (через Козятин, Бердичів, Житомир) та Києва). Приміське сполучення, на жаль, недостатнє через недофінансування з боку облдержадміністрації та інших установ, і технічно зубожіле.
Вартість проїзду залізницею станом на кінець 2015 року:
- приміськими поїздами (прямими):
  - до Жмеринки 12,00 грн.(47 км, 56 хв.)
  - до Калинівки 9,91 грн. (23 км, 22-27 хв.)
  - до Козятина 14,00 грн. (64 км, 1 год. 10 хв.)
  - до Гайворона 22,00 грн. (196 км, 5 год. 50 хв.)
  - до Києва 24,05 грн. (221 км, 4 год. 20 хв.) (частина електропоїздів до Козятина слідує далі на Фастів та Київ після стоянки та зміни номера)
  - до Хмельницького через Жмеринку 15 грн. (146 км, 2,5-3 год.) (у приміських вагонах поїзда Київ — Гречани, або в інший час з пересадкою)
  - до Вапнярки 11,00 грн. (128 км, 2,5 год) (частина електропоїздів до Жмеринки слідує далі на Вапнярку, змінюючи лише номер рейсу)
- З однією пересадкою :
  - до Могилева-Подільського (з пересадкою у Жмеринці) 13,05 грн.(161 км, 3,5 год., враховуючи пересадку)
  - до Шепетівки 22,00 грн.(213 км, 3-4 год.) з пересадкою в Козятині
  - до Жашкова через Погребище (з пересадкою в Козятині)
  - до Христинівки (з пересадкою в Козятині)
  - до Бердичева 18 грн. (92 км, 1,5 год) з пересадкою в Козятині
  - до Житомира 20 грн. (142 км) з пересадкою в Козятині
  - до Коростеня 24,50 грн. (224 км) з пересадкою в Козятині
  - на ділянці Вінниця — Зятківці відновлено приміське сполучення. У понеділок, середу та п'ятницю курсує приміський поїзд локомотивної тяги «Гайворон — Вінниця» та зворотньо.

Квитки на приміські поїзди діють протягом усього дня, який вказаний на квитку. Також можливе оформлення місячних, двотижневих, кількамісячних, річних проїзних абонементів, а також проїзних вихідного дня на 1 місяць (діють у пт, сб, нд, пн, а також святкові та передсвяткові дні), безкоштовних, дитячих, студентських, починаючи від будь-якої дати.
Розклад руху приміських поїздів доступний на сайті Південно-Західної залізниці з інтерактивною картою, а пасажирських — «Укрзалізниці».
Регіональні електро- та дизель-поїзди підвищеного комфорту 3-го класу курсують до Києва, Житомира, Коростеня, Хмельницького, Жмеринки, Рахнів. Час руху менший від приміських поїздів на 25-30 %.

### Далеке сполучення
Станція Вінниця щодня приймає поїзди далекого сполучення до станцій Львів, Івано-Франківськ, Коломия, Рахів, Ужгород, Чернівці, Київ, Харків,  Дніпро, Запоріжжя, Кривий Ріг, Миколаїв, Ковель, Одеса, Кишинів тощо).
При проїзді пасажирськими поїздами вартість проїзду залежить від дня тижня, сезону, фірмовості рейсу та класу вагону.
Вартість проїзду та наявність місць на пасажирські поїзди можна переглянути на відповідному сайті.

### Інфраструктура станції
На вокзалі станції Вінниця працює вестибюль, зал очікування (звичайний і підвищеного комфорту), приміський і пасажирський касовий зали, платний і безкоштовний туалети, автоматичні та стаціонарні камери схову, багажне відділення, а також сервіс центр і довідкове бюро.
Сам вокзал має багату і різноманітну історію.
На станції Вінниця функціонує підземний перехід, система гучномовного оголошення. Станція Вінниця має 3 пасажирські платформи: № 1 (колія № 3), № 2 (колії № 1 і № 2), № 3 (колія № 4). Центральний вестибюль вокзалу оснащено цифровим табло.
Платформа № 1 оснащена турнікетами з правої сторони вокзалу. Через них необхідно пройти, щоб потрапити на приміські поїзди, що унеможливлює безквитковий проїзд. Усі пасажири, у тому числі і пільгові категорії, зобов'язані оформити свій проїзд у вигляді квитка. Для пільговиків він видається безкоштовно.
На території міста, крім пасажирської станції Вінниця, розміщена також ст. Вінниця-Вантажна, де приймаються-відправляються і формуються вантажні поїзди, а також роблять зупинку приміські електропоїзди. На східній околиці міста розміщений зупинний пункт 5 км на лінії Вінниця — Зятківці, де робить зупинку дизель-поїзд Вінниця — Гайворон.

## Водні шляхи

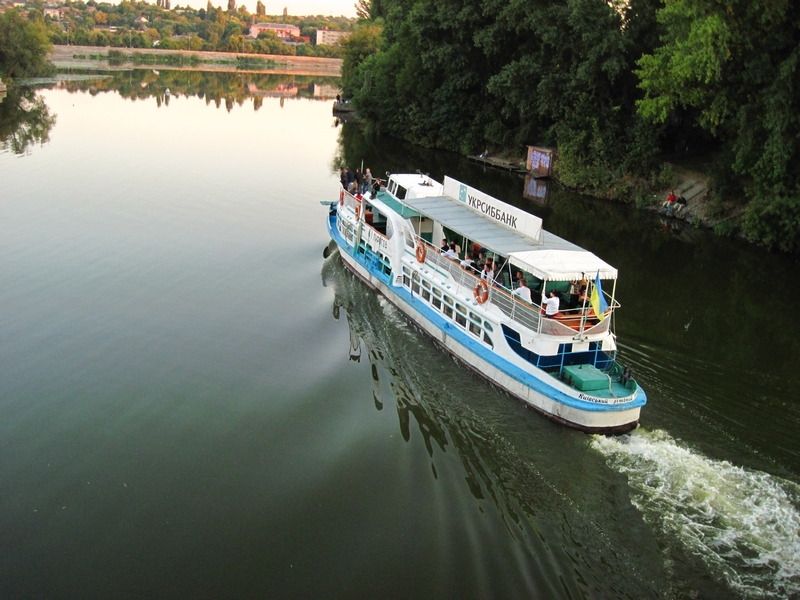
Катер на Південному Бузі біля центрального мосту

Існує система річкових теплоходів, що здійснюють пасажирські та екскурсійні тури річкою Південний Буг.
Зазвичай рейси здійснюються з дитинства відомими усім вінничанам теплоходами «Ляля Ратушна» та «Микола Пирогов» (на честь знаменних вінничан, якими пишається місто), які курсують у тепле півріччя за маршрутом «Площа Героїв Чорнобиля  — Сабарів» (від пристані біля центрального мосту до пристані неподалік Сабарівської ГЕС).
Існують також зупинні платформи «Камінь Коцюбинського», «Свердловський масив», «Староміський міст», але теплоходи їх проїжджають без зупинок через те, що вони абсолютно не виконують у місті функцію громадського транспорту у прямому змісті, а лише слугують своєрідною розвагою вихідного дня. Тривалість рейсу в один бік становить 45 хвилин, стоянка на кінцевих зупинках 15 хвилин. Відправлення кілька разів на день у будні, у вихідні щогодини. Пізнього вечора рейси для любителів романтики і краєвидів, щоправда, виконуються лише за достатньої наповнюваності. У погану погоду не варто розраховувати на поїздку: рейси ніколи не вирушать у густий туман чи зливу. А також при наявності менше, ніж 25 пасажирів.
У місті також функціонує вантажна баржа, яка брала участь у будівництві фонтану «Рошен» і набережної.
У дні свят та фестивалів, а також на замовлення призначається курсування додаткових рейсів складом третього теплоходу. Можна навіть замовити маршрут: навколо острова Фестивального і фонтану «Рошен», а також у бік смт Стрижавка (туди возять і дітей і літній табір).
Раніше було популярне серед вінничан та гостей міста і замовлення екскурсій та групових поїздок. Тепер же це трапляється зрідка: мало хто бажає проїхатись, та й ціни піднімалися мало не щороку.

## Мости
У Вінниці п'ять мостів перетинають річку Південний Буг. Вони є справжніми транспортними артеріями, оскільки саме вони пов'язують правобережну і лівобережну Вінницю:
- Міст на Об'їзній дорозі з автомобільним сполученням
- П'ятничанський (або «Київський», раніше також називався «Новий міст») (вул. В. М. Чорновола). Має тролейбусний (№ 3,8,9,13,15, 16, 20, 22) та автомобільний рух. У 2017-18 роках на П'ятничанському мосту був проведений капітальний ремонт[5].
- Центральний (переходить з одного боку у вул. Соборну, з іншого — у проспект Коцюбинського). По ньому рухаються трамваї (№ 1,4,6), тролейбуси (№ 4,5,10,11,12,14, 17, 18, 19), автобуси (№ 19, 24, 25, 32), маршрутні таксі та автомобілі. Розташований у самому центрі міста, неподалік площі Героїв Чорнобиля, площі Шевченка (трьох музеїв) та причалу теплоходів.
- Староміський (Вулиця Миколи Оводова — вул. Славетна). Щодня витримує навантаження маршрутних таксі, автобусів (№ 7,21) та автомобілів.
- Сабарівський пішохідний міст через річку Південний Буг на греблі Сабарівській ГЕС. Раніше там могли проїхати і автомобілі.

Також існує 2 залізничні переходи:
- залізничний міст над вул. Лебединського
- автомобільний міст через залізницю (вул. Бучми)

А також кілька мостів через каскад водосховищ на річці Вишенька у однойменному мікрорайоні і безліч мостів через дрібні річки і струмки.
Вінниці гостро не вистачає мостів через основну водну артерію. Формально вони уже десятиліттями плануються в районі вулиць Гонти — Ботанічної, вул. Скалецького, нижче Сабарівської ГЕС і давно внесені до Генерального плану розвитку міста. Щоправда, із фінансуванням навіть проекту ніхто не квапиться.
Також необхідний залізничний міст в районі вулиць Гонти і Академіка Янгеля — Батозької, що також є у Генеральному плані міста.

## Міський громадський транспорт
У Вінниці діє оновлена у 2012 році транспортна система. Нинішнього вигляду в своїх загальних рисах досягла 23 лютого 2012 року після транспортної реформи, якій передував певний моніторинг дослідників ВНТУ та дуже кропітка теоретична і розрахункова робота, яка тривала значний проміжок часу.
Система перебувала у тестовому режимі після транспортної реформи. Щодня з 05:30 до 00:00 годин проводився моніторинг спеціальною робочою групою і вносилися необхідні зміни відповідно до наявного пасажиропотоку. Кожні 3 місяці (строк укладення контрактів з перевізниками маршрутних таксі) вносилися певні корективи у маршрути громадського транспорту — як маршрутних таксі, так і комунального електротранспорту.
В останній час корекція графіків руху стосувалася в основному введення додаткових рейсів у годину «пік» або увечері, а також запуску окремих маршрутів додатково і вихідні дні.

### Трамвай

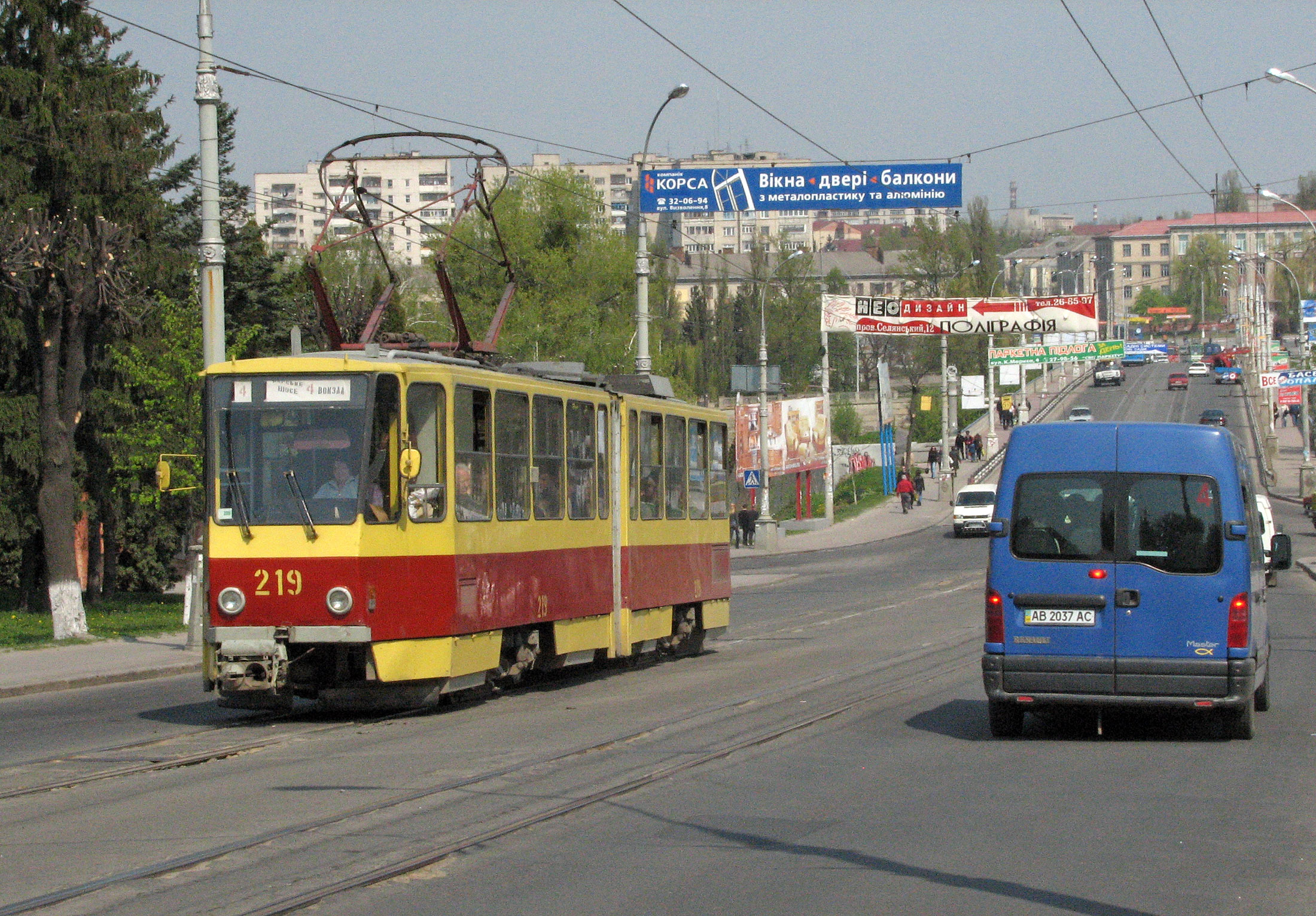
Основною одиницею лінійного рухомого складу до кінця 2000-х років були зчленовані вагони типу Tatra KT4

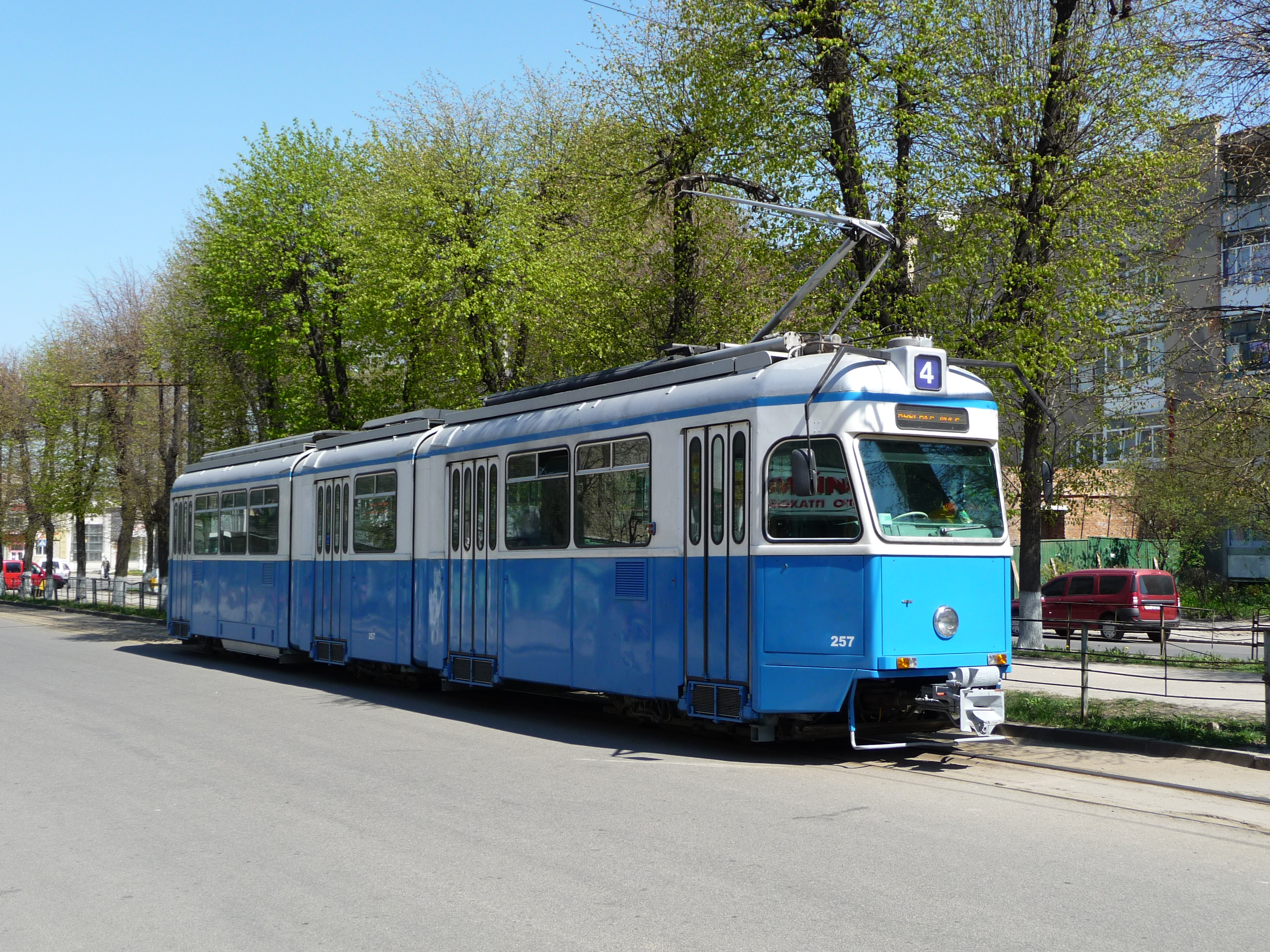
«Цюрихський трамвай» Be 4/6 Mirage є основною моделлю трамвая у місті.Пізніше трамваї Tram2000 стануть основною моделлю трамваю.

У місті діє вузькоколійна система електричного трамвая. Заснована у 1913 році і завжди була невід'ємною часткою міського транспорту. Довгий час трамвай залишався основним транспортом, проте наприкінці ХХ ст. пальма першості була перехоплена тролейбусом завдяки швидкому розширенню тролейбусної мережі.
В основному лінії обслуговуються комфортабельними трамваями із Цюриха, також іноді все ще можна побачити старенькі чеські зчленовані Tatra KT4 (по-народному — «гармошки»).
На даний момент трамвай у місті охоплює лише невеликі ареали, маючи на даний момент лише 6 маршрутів. Проте має популярність, Бо охоплює основні транспортні артерії міста. До прикладу, на вулиці Соборній в годину «пік» трамваї їздять при середньому інтервалі біля 2-3 хвилин. Практично до 22:00 години на будь-якій трамвайній зупинці ще можна дочекатися трамваю. Ситуація покращилася після транспортної реформи.
Трамвайна мережа продовжила розвиватися у 2012 році завдяки фінансуванню. На даний момент споруджена трамвайна лінія у мікрорайоні «Вишенька», якою можна дістатись до Західного автовокзалу. Пріоритетним у Вінниці вважається розвиток трамвайної мережі.

### Тролейбус

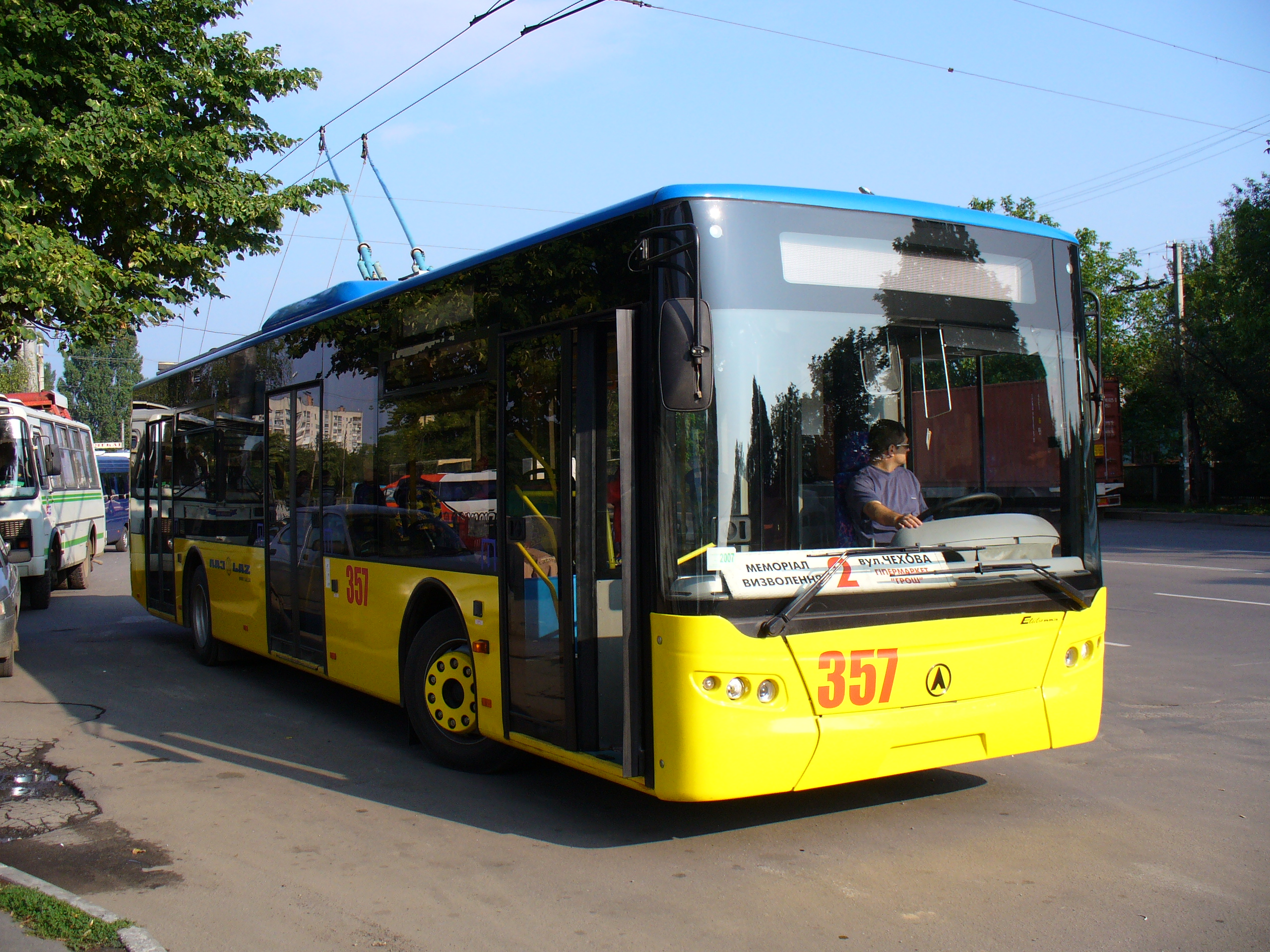
Вінницький тролейбус (ЛАЗ-Е183) на маршруті № 2

У місті діє тролейбусна система. Власником тролейбусної мережі вінницького тролейбуса є місто, оренду системи й забезпечення перевезення пасажирів здійснює КП «Вінницька транспортна компанія».
Тролейбус нарівні з трамваєм користується у вінничан значною популярністю, адже не лише сполучає віддалені житлові мікрорайони з центром міста, а і є відносно економічним та швидким видом громадського транспорту.

### Автобус
У Вінниці автобуси працюють переважно у районах приватної забудови для підвезення пасажирів до електротранспорту та до центру міста. У муніципальних автобусах проїзд коштує 3,5 грн. з наданням усіх пільг для пенсіонерів та інших категорій населення.
Муніципальні автобуси курсують на маршрутах № 1, 2, 4, 5, 6, 7, 8, 11, 14, 16, 17 (на грудень 2024 року не працює), 19, 20, 21, 22, 24, 25 ( на грудень 2024 року не працює), 27, 30, 32.
Існує продаж місячних абонементних квитків на автобуси. У зв'язку з подорожчанням цін за проїзд у трамваях та тролейбусах до 3 гривень, а у муніципальних автобусах до 3,50 гривень, згідно рішенням виконкому міської ради від 16 червня 2016 року № 1414, з 1 липня 2016 року подорожчали і проїзні квитки. Вартість проїзного документу на місяць у тролейбусі коштує 220 гривень.
Розклади руху розміщені у салонах автобусів та на сайті.
У місті діє декілька приміських та міжміських автостанцій.
Із автовокзалу у Вінниці щодня здійснюється відправка автобусів на міжнародні сполучення до країн: Польщі, Німеччини, Чехії, Італії та інш.

### Маршрутне таксі

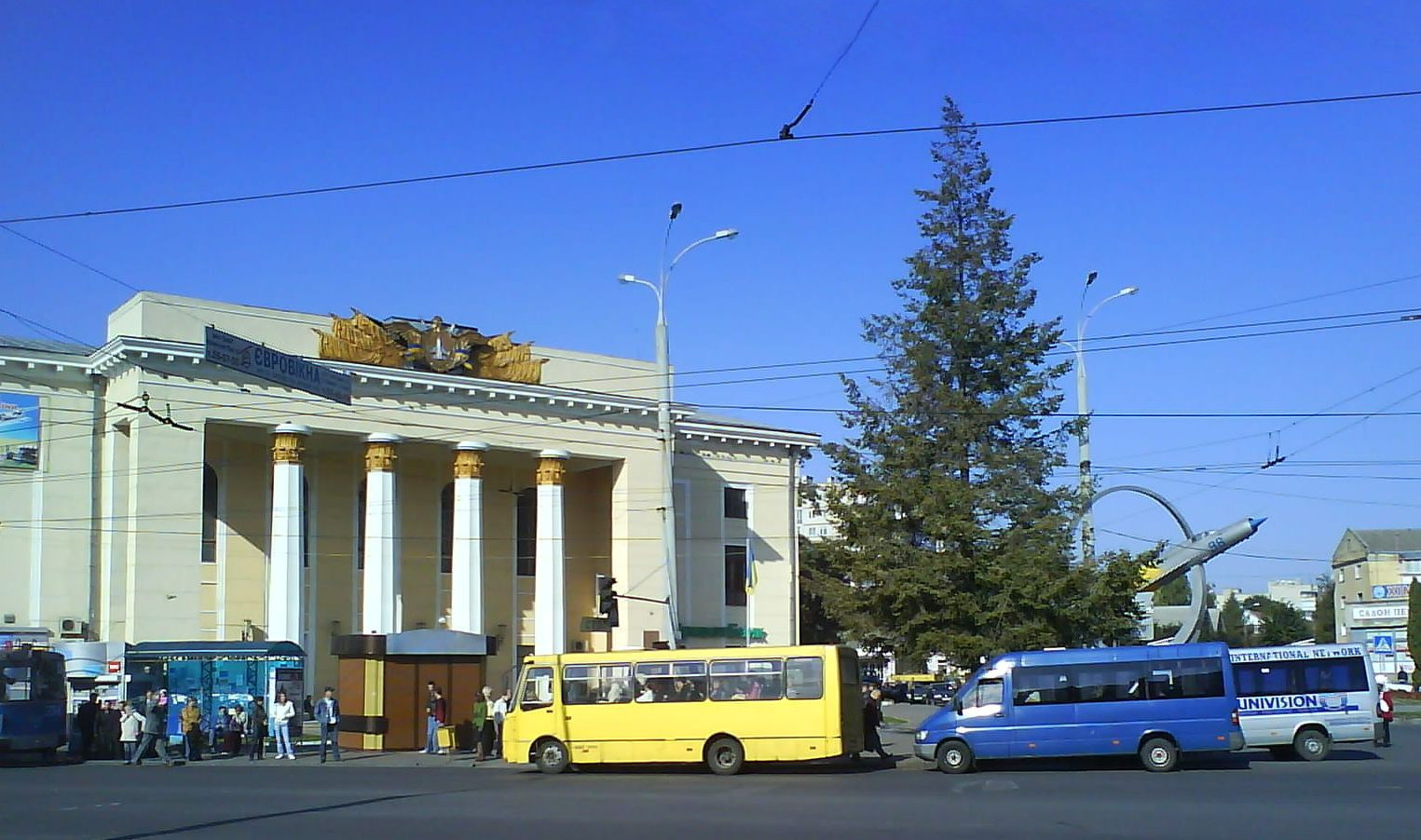
Маршрутне таксі на вулицях міста

Маршрутні таксі у Вінниці працюють у першу чергу як допоміжний вид транспорту. Вони також виконують певну транспортну функцію у віддалених районах міста. Більшість маршрутів підвозять пасажирів зі спальних районів до центру. Проте багато вінничан обирають електротранспорт, оскільки він дешевший і здебільшого надійніший, що сприяло проведенню «транспортної реформи». До 23 лютого 2013 року комунальним транспортом перевозилося 70 % вінничан, тепер — дещо більше. До кінця 2013 — початку 2014 року планувалося повністю відродити якісні перевезення вінничан із віддалених куточків міста усіма видами транспорту.

## Повітряний транспорт
Вінницький аеропорт розташований за 9 км від центру міста. Ні регулярних, ані сезонних рейсів немає. Планувалося регулярне сполучення із містами Лодзь, Краків, , Стамбул та ін. Проте пасажирів не вистачило навіть на чартер. Деякі напрямки скасовували ще до першого рейсу через відсутність пасажиропотоку.
З 25 березня 2018 року авіакомпанія «Міжнародні авіалінії України» почала виконувати щоденні рейси за маршрутом «Київ — Вінниця — Київ» з місцевого аеропорту.

## Велосипедні доріжки
Велосипедні доріжки у Вінниці — частина транспортної інфраструктури міста.
2 червня 2011 року у Вінниці відбулася зустріч міського керівництва із спортсменами-велосипедистами обласного центру. Результатом зустрічі стало створення робочої групи, до складу якої увійшли представники департаментів та комітету з фізичної культури та спорту міської ради, Державтоінспекції МВС України міста та п'яти активних велосипедистів. Ця група протягом двох тижнів досліджувала вулиці міста на предмет можливості облаштування велосипедних доріжок.
Загалом було опрацьовано 10 вулиць в мікрорайоні Вишенька: обстежено стан асфальтного покриття, наявність пандусів, протяжність майбутніх велосипедних доріжок. За результатами дослідження 22 червня на зустрічі із міським головою було надано інформацію щодо проведеного моніторингу. Було прийнято рішення частково реалізувати цей проект 2011 року і виділити смуги для велосипедистів на тротуарі вздовж Хмельницького шосе та на проїжджих частинах проїзду Пирогова і проспекту Космонавтів. На відповідних ділянках була нанесена дорожня розмітка та піктограми, встановлено відповідні дорожні знаки. Окрім цього, були облаштовані пандуси.
Перші велосипедні доріжки з'явилися у липні 2011 року. Загальна протяжність велосипедних доріжок становить близько 6,4 км.

### Перелік велодоріжок
Велосипедні доріжки облаштовані на вулицях:
- Хмельницьке шосе (протяжність 3,6 км);
- Проспект Юності;
- Проспект Космонавтів (протяжність 1,65 км);
- Проїзд Пирогова (від вул. Зодчих до вул. Келецької) (протяжність 1,15 км) тощо.
- вулиця Данила Нечая
- вулиця Гонти

Щороку створюються нові велодоріжки та ремонтуються існуючі. Найближчим часом, за однією із версій розвитку міста, велосипедні доріжки можуть з'явитися і на Старому місті.